# Emojipedia
Emojipediaは、Unicode標準での絵文字の意味と一般的な絵文字の用法を解説するウェブサイト。ユニコードコンソーシアムの投票メンバーの一員でもある。

## 歴史
2013年、Jeremy Burgeによって開設された。Jeremy Burgeは「AppleがiOS 6に絵文字を追加したが、どれが新しい絵文字かを言及しなかったときにアイデアが生まれた」と語っている。
2014年のUnicode 7のリリースで注目を集めた。